# ناحیه آیدا، میشیگان
ناحیه آیدا (به انگلیسی: Ida Township) یک منطقهٔ مسکونی در ایالات متحده آمریکا است که در شهرستان مونرو، میشیگان واقع شده‌است.
 ناحیه آیدا  ۴٬۹۶۴ نفر جمعیت دارد و ۱۹۵ متر بالاتر از سطح دریا واقع شده‌است.